# Panqueba

Localização de Panqueba no departamento de Boyacá.

Panquebo é um município no departamento de Boyacá, na Colômbia.